# Ganoderma xingyiense
Ganoderma xingyiense är en svampart som beskrevs av S.C. He 1989. Ganoderma xingyiense ingår i släktet Ganoderma och familjen Ganodermataceae.   Inga underarter finns listade i Catalogue of Life.